# 아담 하라셰비치

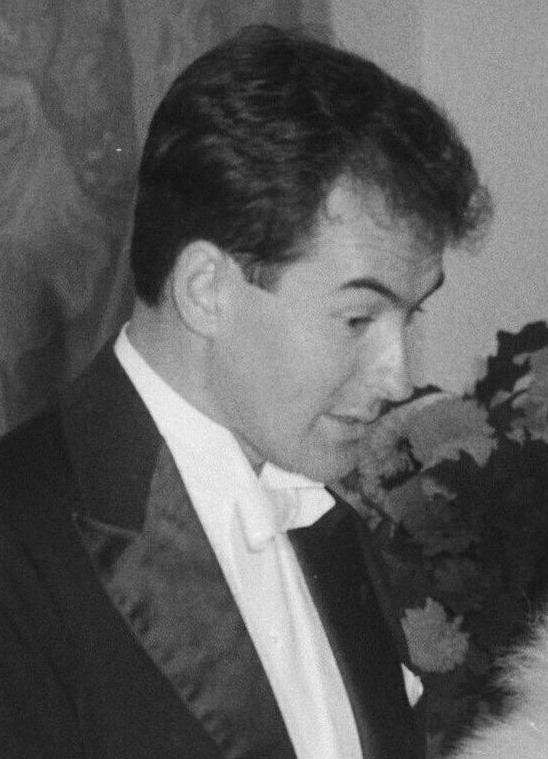

아담 하라셰비치(폴란드어: Adam Harasiewicz, 1932년 7월 1일 ~ )는 폴란드의 클래식 콘서트 피아니스트이다.
그는 폴란드에서 태어났다. 두 달 동안 바이올린을 공부한 후 10세에 피아노를 배우기 시작했고 15세에 제슈프 콩쿠르에서 1위를 차지했다. 18세에 그는 크라쿠프에 있는 국립음대(현 크라쿠프에 있는 음악원 )에 들어가 Zbigniew Drzewiecki를 사사했다.
6년 동안 Drzewiecki와 함께 공부했으며 뛰어난 테크닉, 서정적 상상력, 문체와 관용적 접근의 탁월한 일관성, 그리고 (이 모든 것을 통해) 특징적인 연주에 탁월하여 쇼팽의 해석가로서 두각을 나타내게 되었다. 1955년 국제 쇼팽 피아노 콩쿠르에서 1위를 차지 후 벨기에에서 몇 년을 보낸 후 오스트리아에 정착했다. 하라시에비치는 1995년, 2010년, 2015년, 2021 년 쇼팽 국제 피아노 콩쿠르 심사위원으로 활동했다.
그는 쇼팽과 시마노프스키의 많은 작품을 녹음했다.

## 참고 문헌
1. ↑  Sleevenote, 'Adam Harasiewicz - Chopin Waltzes' (Philips LP, World Series Stereo PHC 9034).
2. ↑  J. Methuen-Campbell, Chopin Playing from the Composer to the Present Day (Victor Gollancz, London 1981), pp. 122-23, and citing Dr Jan Weber's note to a 2-record set of Concours first-prizewinners (1927-65) (Muza XL 0654-55).
3. ↑  “Harasiewicz Winner of the First Prize in 1955”. konkurs.chopin.pl. 2010년 12월 30일에 원본 문서에서 보존된 문서. 2010년 11월 22일에 확인함.
4. ↑  Methuen-Campbell (as above).
5. ↑  “Harasiewicz Member of the Jury in 1995”. ddg.art.pl. 2010년 11월 7일에 원본 문서에서 보존된 문서. 2010년 11월 22일에 확인함.
6. ↑  According to Methuen-Campbell (as above).
7. ↑  [(영어) https://www.allmusic.com/artist/adam-harasiewicz-q28326 “Harasiewicz's Recordings at Allmusic”] |url= 값 확인 필요 (도움말). allmusic.com. 2010년 11월 22일에 확인함.